# Parlamento de Tapihue (1825)
El Parlamento de Tapihue (del mapudungun: Tapihue ‘Lugar de ají’) fue uno de los koyang, reuniones entre representantes del pueblo mapuche y de la República de Chile, realizado en enero de 1825.

## Desarrollo
El 25 de octubre de 1823, a través de un Senado Consultivo, la recientemente independizada República de Chile, ordenó la celebración de un parlamento general con los mapuches que habitaban al sur del río Biobío, con la finalidad de acordar el estatuto que regularía las relaciones entre la naciente república y el pueblo Mapuche. El 7 de enero de 1825, durante el gobierno del General Ramón Freire, se celebró el Parlamento General de Tapihue entre un representante y militar chileno enviado por el Congreso de la República con plenos poderes –el Capitán Pedro Barrenechea (llamado Barnechea por la tropa)–, y las máximas autoridades de las confederaciones guerreras (butalmapus) mapuches, encabezadas por el Lonco Francisco Mariluán.
En los primeros ocho artículos, el Tratado se incorpora Arauco dentro del territorio del Estado (definido desde Atacama hasta Chiloé) y se entrega a los mapuches la condición de ciudadanos chilenos, con el derecho de estos últimos de asistir a las escuelas públicas del Estado. Además, se establecen alianzas militares que obligan al pueblo Mapuche a colaborar con el Gobierno de Chile en la persecución de extranjeros en su territorio.
El artículo 19 de dicho Parlamento ratificó al río Biobío como la frontera entre ambos pueblos, poniendo término a una guerra de por lo menos 14 años con la República de Chile. Y prohibiendo que algún chileno pueda habitar la zona controlada por los indígenas al sur de ese río, por constituir un peligro público para la tranquilidad y un evidente peligro para la paz, como queda estipulado en el Artículo 18.
De igual forma, en el artículo 25 sanciona como delito de lesa patria a la parte contratante que violente ese tratado.

### Lugar
Se llevó a cabo en las riberas del riachuelo Tapihue del departamento de Rere que tiene origen á unos 18 o 20 kilómetros hacia el este de Yumbel, desde donde corre a través de los llanos de esa parte y va a unirse al río Claro por la izquierda y próximo al este de esa ciudad. Sobre las mismas riberas se extienden llanos despejados, los que son célebres por los numerosos parlamentos o juntas solemnes llevados a cabo en ellos (1 de enero de 1716, 8 de diciembre de 1738, 20 de diciembre de 1746 y 21 de diciembre de 1774) para convenir en arreglos de paz. El Parlamento de 1825 fue llevado a cabo entre los días 10 a 14 de enero, en el que se ajustó término a las hostilidades de los araucanos concitados contra el gobierno independiente por los últimos caudillos realistas.

## Texto del Tratado de Tapihue 1825
Tratados celebrados y firmados entre el Coronel graduado de los ejércitos de la República Comandante de alta frontera, y Delegado de la Ciudad de Los Ángeles Pedro Barnachea, autorizado por el señor Brigadier de los ejércitos de Chile Gobernador Intendente de la Provincia de Concepción para tratar con los naturales de ultra Biobío y don Francisco Mariluán Gobernador de 14 Reducciones, contenidos en los artículos siguientes:
1º Convencidos ambos jefes de las grandes ventajas de hacernos una sola familia, ya para oponernos a los enemigos de nuestro país, ya para aumentar y solidar el comercio, y hacer cesar del todo los males que han afligido a la República en catorce años de consecutiva guerra ha venido don Francisco Mariluán como autorizado por todos los Caciques en unirse en opinión y derechos a la gran familia chilena.
2º El Estado se compone desde el despoblado de Atacama hasta los últimos límites de la provincia de Chiloé.
3º Todos los que existen entre ambas líneas serán tratados como a ciudadanos chilenos con goce de todas las prerrogativas, gracias y privilegios que les corresponden.
4º El Diputado de los naturales bajo la ceremonia más religiosa según sus ritos y costumbres jura unión y hermandad perpetua.
5º Promete toda su fuerza para repeler a los enemigos del Estado y del orden, cuando el Supremo Gobierno necesite valerse de ella, quedando éste, y sus porder-dantes, sujetos a las mismas obligaciones de los chilenos y a las leyes que dicte el Soberano Congreso Constituyente.
6º A consecuencia de la unión de que habla el artículo 4º el Gobierno Supremo admitirá a todos los individuos que de esta nueva hermandad quieran libremente salir a instruirse en las escuelas públicas del Estado, cuyos gastos corren de cuenta del Erario de la Nación.
7º Si hubiese una declaración de guerra contra los derechos del país se unirán todas las fuerzas para repeler a los agresores, corriendo por cuenta del Estado todos los alimentos que consuman los nuevos hermanos en toda la campaña.
8º Queda obligado de ultra Biobío a entregar todo oficial o soldado enemigo y que casualmente se abrige en sus territorios, persiguiéndolos hasta su total exterminio, cuando no puedan haberse a las manos, cuyo cumplimiento será precisamente en el termino de quince días, contados desde la celebración de estos tratados.
9º Cada Cacique exijido por su Diputado entregará al Gobierno en el término de ocho días las familias hijas de otro país que existan en sus terrenos, y las que hayan sido conducidas allí en clase de prisioneras en la próxima pasada guerra en todo el mes corriente, quedando el Gobierno con la obligación de hacer lo mismo con cuantas personas de la tierra habiesen en la comprensión de la República.
10. Quedan obligados todos los Caciques contratantes a devolverse mútuamente con nuestros antiguos aliados todas las familias que con motivo de sus disensiones pasadas se hubiesen cautivado en sus malones.
11. Si lo que no es de esperar, verificada la unión, algún Gobernador de Bultramapu la quebrantare, los restantes tratarán de reducirlo a eIla, dando cuenta primero al Gobierno para que por su mediación se consiga; mas si tocados todos los resortes de la prudencia sigue éste todabía en revolución, se unirá una fuerza armada del Estado a los conservadores de la paz para hacer entrar por ella a los disidentes, y pertinaces, con prevención que éste es el último recurso.
12. Verificada la unión, todos los Caciques bajo el juramento enunciado, hacen una amistad eterna con olvido de todos los disgustos pasados.
13. El Gobierno queda obligado a nombrar y rentar un comisario, y un lengua-general, por cuyos conductos pueda entenderse y comunicarse con sus nuevos hermanos, y por los mismos éstos con aquél.
14. Los Caciques Gobernadores nombrarán libremente para cada reducción un Capitán de amigos, y con él saldrán a sus negocios mercantiles, o de Estado, los que a su salida se entenderán con el lengua general, quien avisará al Comisario los asuntos que los conducen.
15. El lengua general y capitanes estarán sujetos al Comisario.
16. El Comisario tendrá obligación precisa de recorrer cada dos meses los cuatro Bultramapus con el fin de llevar adelante las ideas liberales de paz y unión, dando cuenta al Gobierno cada trimestre de lo que ocurra, y cuando éste lleve alguna embajada del Gobierno la hará en juntas públicas, cuyo resultado comunicará oportunamente.
17. Siendo ya una sola familia nuestros comerciantes serán tratados fraternalmente cuando se internen en sus terrenos, cuidando escrupulosamente no se les saltee y robe, y cuando se roben unos a otros, descubiertos los ladrones pagarán el duplo de lo robado, si tubieren con qué, y sino se castigarán con arreglo a las leyes.
18. Los Gobernadores o Caciques desde la ratificación de estos tratados no permitirán que ningún chileno exista en los terrenos de su dominio por convenir así al mejor establecimiento de la paz y unión, seguridad general y particular de estos nuevos hermanos.
19. Haciendo memoria de los robos escandalosos que antiguamente se hacían de una y otra parte, queda desde luego establecido, que el chileno que pase a robar a la tierra; y sea aprendido, será castigado por el Cacique bajo cuya poder cayere; así como lo será con arreglo a las leyes del país el natural que se pillase en robos de este lado del Biobío, que es la línea divisoria de estos nuevos aliados hermanos.
20. No obstante que la línea divisoria es el Biobío el Gobierno mantendrá en orden y fortificadas las plazas existentes, o arruinadas al otro lado de este río, como también a sus pobladores en los terrenos adyacentes del modo que antes lo estaban.
21. Habiendo instado el Diputado Mariluán sobre la poblacion de Los Ángeles, Nacimiento, San Carlos, y Santa Bárbara ya para la seguridad, ya para su tráfico continuo, el Gobierno queda con la obligación de la más pronta redificación de todas ellas.
22. La línea divisoria no se pasará para esta, ni para aquella parte sin el respectivo pasavante de quien mande el punto por donde se pase, y el que lo haga sin este requisito será castigado como infractor de la ley.
23. Se declaran por boquetes habilitados para el pase al otro y este Iado de la Cordillera los de Llaima, Lonquinay, Cuenco, Villucura, y Antuco; y por inhabilitados, todos los que desde el último hubiesen hasta el río Maule, y sujetos a la misma pena los que roben a este lado u otro de la Cordillera, o pasen sin el requisito del anterior artículo,
24. El Diputado a nombre de sus poder-dantes estará pronto con todas sus fuerzas para unirse a las del Estado si fuese necesario marchar contra los rebeldes de Pincheira, y sus aliadas de ultra Cordillera.
25. Los correos que el Gobierno haga sobre Osorno, Valdivia, o Chiloé, serán respetados y auxiliados por los Caciques Gobernadores de reducción en reducción; y si algún atentado, que no es de esperar, se cometiere contra ellos, el Cacique en cuya tierra suceda el hecho sino lo castigase, será tratado como a reo de lesa patria, quedando el Gobierno con la misma obligación con sus Embajadores.
26. Si el Gobierno tubiese a bien mandar por tierra algunas tropas para guarnecer la plaza de Valdivia, estas harán su marcha sin impedimiento alguno, y si en ella necesitaren algunos víveres, los Caciques Gobernadores los facilitarán, los que con un recibo del Comandante en Jefe de ellos, se pagarán a dinero de contado por cuenta del Estado.
27. Todos los comerciantes que hagan sus giros sobre las provincias de Valdivia, o Chiloé, y los que de aquellos lo hagan a estas con efectos del país, o con los que vulgarmente se llaman de Castilla, tendrán el pase y auxilio necesario, mostrando el pasaporte que anuncia el artículo 22 a los Caciques Gobernadores, comprendiéndose en estos los que hagan su tráfico del Estado de Buenos Aires a éste, y de éste a aquél.
28. El Gobierno se obliga a mantener siempre en la frontera del Sur los agasajos de costumbre para la recepción de algunos Caciques que pasan a la ciudad de Los Ángeles. A pesar que se ha interesado el comisionado en la supresión de este artículo por no gravar al Fisco, no ha sido posible por instancias del Diputado don Francisco Mariluán como antigua costumbre.
29. Queda al arbitrio del Supremo Gobierno designar los tiempos en que a estos nuevos hermanos se haga un Parlamento general; mas ellos deberán concurrir en junta cuando el Gobierno para tratar de grandes negocios tenga a bien citarlos a dietas particulares.
30. Queda obligado el Gobierno a facilitarles el paso para este y el otro lado del Biobío poniendo de su cuenta lanchas, balsas, o barquillos pequeños en los lugares de costumbre a fin de evitar incomodidades en su comercio, que podrán extender hasta lo último de la República con la condición precisa de saludar y pedir el correspondiente pasaporte por medio del Comisario al Jefe de Frontera.
31. La residencia del Comisario y Lengua-general será precisamente en el lugar donde la tenga el Comandante de Frontera para por su medio acudir a todas las ocurrencias del Gobierno.
32. Hecha la paz, y no siendo necesarios destacamentos de línea en lo interior de la tierra, ordenará el Gobierno se retiren a incorporarse a sus respectivos regimientos.
33 . Sellada y ratificada la unión se formarán las tropas en el lugar de su ratificación que será en el centro del cuadro que ocupan, y enarbolándose el pabellón de la Nación con salva de diez tiros de cañón, son de cornetas, y cajas, se procederá a la ceremonia usada entre los naturales en señal de paz, rompiendo por parte del Supremo Gobierno una espada, y por cada Butralmapu una lanza, en cuya conclusión se hará una salva de artillería de igual número con grito general de VIVA LA UNIÓN.
Y para su constancia y cumplimiento lo firmamos en Tapigüe ambos contratantes a 7 de enero de 1825.
A ruego de
1. don Francisco Mariluán.
2. Julián Grandón.
3. Pedro Barnechea.

o final del Tratado

## Vigencia y limitaciones del tratado
El parlamento de Tapihue tuvo por objetivo poner término a los conflictos entre parcialidades mapuches y el Estado chileno, dar un marco institucional para llevar adelante las relaciones entre pueblos, y así también acabar con el apoyo indígena a las tropas realistas que aún desarrollaban acciones, en el marco de la guerra a muerte (1819-1832), al sur del Biobío. Sin embargo, se ha cuestionado que el liderazgo del lonco Francisco Mariluán, limitado a 14 reducciones, habría representado a una fracción menor de la población mapuche, y por tanto difícilmente el tratado resultante podría haberse entendido como un acuerdo entre pueblos.
En términos legales, el Estado chileno mantuvo una posición de ambigüedad con respecto a los términos del tratado, ya que si bien se publicó como texto oficial de la República, nunca fue incorporado a las diferentes consolidaciones de leyes del siglo XIX. Entre otros motivos, esto se ha relacionado con la continuidad de la guerra a muerte luego de 1825, que llevó incluso a Mariluán a sumarse nuevamente a las partidas realistas de Miguel de Senosiain en 1826. Este hecho habría gatillado que el Estado chileno se desentendiera prontamente de los términos del acuerdo.
Después de Tapihue se realizó un nuevo Parlamento en Los Ángeles entre el 20 y el 23 de diciembre de 1825, que en ocasiones se ha entendido como un mitin de ratificación de Tapihue, aunque se desconoce la redacción exacta de sus conclusiones.
Desde el punto de vista de algunos abogados mapuches, se ha señalado que Tapihue seguiría siendo un tratado vigente, por lo que los tribunales del Estado chileno estarían inhabilitados jurídicamente en territorio mapuche.